# Николаев, Артём Александрович
Артём Алекса́ндрович Никола́ев (26 марта 2001 года, Красноярск) — российский сквошист. Двукратный бронзовый призёр чемпионатов России. Победитель и призёр межрегиональных и всероссийских соревнований. Член расширенного состава сборной России. Кандидат в мастера спорта.

## Биография
В детстве занимался большим теннисом. В 2017 году перешёл в сквош по предложению ведущего игрока Красноярска Дмитрия Гришанина.
Первые турнирные успехи пришли спустя два года тренировок. Николаев стал отбираться на чемпионаты России и попадать в топ-8. В 2021 году стал серебряным призёром первого чемпионата России среди студентов.
В 2022 и 2023 годах становился бронзовым призёром чемпионатов России в командном разряде. Вместе с ним медали завоевали Алексей Солдатов, Михаил Скурихин, Дмитрий Гришанин, Константин Кострыкин и Михаил Воропаев.

## Вне спорта
Учится в Сибирском федеральном университете. Работает детским тренером.
В 2024 году является старшим тренером сборной Красноярского края по сквошу.

## Достижения

### Командные
- Бронзовый призёр чемпионата России (2022, 2023)